# 圣奥诺里讷迪费
圣奥诺里讷迪费（法語：Sainte-Honorine-du-Fay，法語發音：[sɛ̃t ɔnɔʁin dy fɛ] ⓘ）是法国卡尔瓦多斯省的一个市镇，属于卡昂区。

## 地理
圣奥诺里讷迪费（49°4'39"N, 0°29'33"W）面积7.56 平方千米，位于法国诺曼底大区卡爾瓦多斯省，该省份为法国西北部沿海省份，北濒大西洋英吉利海峡，东北与滨海塞纳省以海上边界相接，东临厄尔省，南至奧恩省，西与芒什省接壤。
与圣奥诺里讷迪费接壤的市镇（或旧市镇、城区）包括：埃夫勒西、格兰博、阿容河畔迈松塞勒、迈泽、普雷欧博卡日、瓦科涅-讷伊、奥恩河畔蒙蒂耶尔。
圣奥诺里讷迪费的时区为UTC+01:00、UTC+02:00（夏令时）。

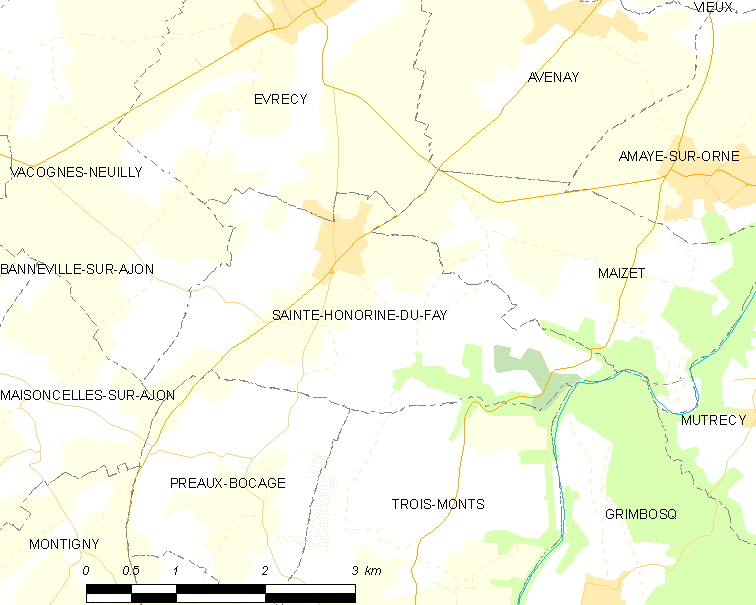
圣奥诺里讷迪费的OSM定位图

## 行政
圣奥诺里讷迪费的邮政编码为14210，INSEE市镇编码为14592。

## 政治
圣奥诺里讷迪费所属的省级选区为埃夫勒西县。

## 人口

1962-2008年间圣奥诺里讷迪费人口变化图示

圣奥诺里讷迪费于2022年1月1日时的人口数量为1333人。